# Société d’exploitation et de développement aéroportuaire, aéronautique et météorologique
 (octobre 2024).
La mise en forme du texte ne suit pas les recommandations de Wikipédia : il faut le « wikifier ».
Les points d'amélioration suivants sont les cas les plus fréquents :
- Les titres sont pré-formatés par le logiciel. Ils ne sont ni en capitales, ni en gras.
- Le texte ne doit pas être écrit en capitales (les noms de famille non plus), ni en gras, ni en italique, ni en « petit »…
- Le gras n'est utilisé que pour surligner le titre de l'article dans l'introduction, une seule fois.
- L'italique est rarement utilisé : mots en langue étrangère, titres d'œuvres, noms de bateaux, etc.
- Les citations ne sont pas en italique mais en corps de texte normal. Elles sont entourées par des guillemets français : « et ».
- Les listes à puces sont à éviter, des paragraphes rédigés étant largement préférés. Les tableaux sont à réserver à la présentation de données structurées (résultats, etc.).
- Les appels de note de bas de page (petits chiffres en exposant, introduits par l'outil «  Source ») sont à placer entre la fin de phrase et le point final[comme ça].
- Les liens internes (vers d'autres articles de Wikipédia) sont à choisir avec parcimonie. Créez des liens vers des articles approfondissant le sujet. Les termes génériques sans rapport avec le sujet sont à éviter, ainsi que les répétitions de liens vers un même terme.
- Les liens externes sont à placer uniquement dans une section « Liens externes », à la fin de l'article. Ces liens sont à choisir avec parcimonie suivant les règles définies. Si un lien sert de source à l'article, son insertion dans le texte est à faire par les notes de bas de page.
- La présentation des références doit suivre les conventions bibliographiques. Il est recommandé d'utiliser les modèles {{Ouvrage}}, {{Chapitre}}, {{Article}}, {{Lien web}} et/ou {{Bibliographie}}. Le mode d'édition visuel peut mettre en forme automatiquement les références.
- Insérer une infobox (cadre d'informations à droite) n'est pas obligatoire pour parachever la mise en page.

Pour une aide détaillée, merci de consulter Aide:Wikification.
Si vous pensez que ces points ont été résolus, vous pouvez retirer ce bandeau et améliorer la mise en forme d'un autre article.
La Société d’exploitation et de développement aéroportuaire, aéronautique et météorologique (Sodexam) est une société étatique créée le 16 avril 1997 sur recommandation de la Banque mondiale. C'est l'agence nationale ivoirienne en charge de l’aviation et météorologique en Côte d'Ivoire.  

## Historique
La Sodexam a été créée à la suite de la dissolution de l'agence nationale de l'aviation civile et de la météorologie (Anam). Elle dispose d’un capital social d’un milliard de francs (1.000.000.000 FCFA) constitué par apports en nature des biens meubles et immeubles de l’ex-Anam. Elle a commencé à fonctionner officiellement à partir de janvier 1998. La  Sodexam est placée sous la tutelle technique et administrative du ministère des Transports et sous la tutelle financière du ministère de l’Économie et des Finances,,.
En 2023, son capital social est évalué à 1,4 milliard franc Cfa et ses capitaux propres à 20,68 milliards franc Cfa.

## Mission
La  Sodexam a pour mission, d'une part, la mise en réglementation relative à l'aviation civile à la météorologie, et d'autre part, la représentation de l'Etat pour le suivi et contrôle de la mise en œuvre de la convention de concession de l'aéroport d'Abidjan. Son domaine d'opération consiste en la gestion, l'exploitation et le développement des aéroports, ainsi que la météorologie et les activités aéronautiques. Elle exploite six aéroports à l'intérieur du pays dont cinq reçoivent des vols commerciaux. Au titre de la gestion aéroportuaire, la Sodexam est un acteur principal de développement des zones locales et régionales,,. 